# Aman (wywiad)
Aman (hebr. אמ"ן; skrót od אגף המודיעין, Agaf ha-Modi’in, Skrzydło Wywiadowcze, dział wywiadowczy) – wywiad wojskowy Izraela utworzony w maju 1948 r. jako Departament Wydziału Operacyjnego Sztabu Generalnego Armii Obrony Izraela, podlegający Szefowi Sztabu Generalnego Armii Obrony Izraela, kontrolowany  przez ministra obrony.

## Utworzenie wywiadu wojskowego w Izraelu
W 1953 r. podniesiony do rangi wydziału otrzymał nazwę Agaf ha-Modi’in. Zatrudnia około 7 tys. pracowników wojskowych i cywilnych. Jego wkład w sukcesy wywiadowcze państwa żydowskiego jest bardzo ważny i znaczny.
Wywiadowcza organizacja sił zbrojnych dysponuje nowoczesnym wyposażeniem, np. skomplikowanymi urządzeniami podsłuchowymi, satelitami rozpoznawczymi i rozmaitą techniką wywiadowczą, w tym maskowaną.
Dwóch znanych wywiadowców Izraela, Eli Cohen i Wolfgang Lotz, choć swoje sukcesy odnieśli pracując dla Mosadu, zostali pozyskani i wyszkoleni przez Aman (inne źródła podają, że Eli Cohen został pozyskany przez Mosad).
Aman zajmuje się zdobywaniem, przetwarzaniem informacji wojskowych, geograficznych, elektronicznych, o technice wojskowej, o strategii i innych dotyczących państw, organizacji, w tym z naciskiem na arabskie. Zwalcza zagrożenia również niekonwencjonalnie, np. działając jako Mista’arawim. Aman prowadzi rozpoznanie polowe, wywiad pod przykryciem dyplomacji w ataszatach obrony, wywiad z pozycji nielegalnej (rozpoznanie osobowe) oraz używając metod technicznych (np. rozpoznanie elektroniczne, rozpoznanie obrazowe).

## Schemat organizacyjny Amanu
Początkowo w strukturze organizacyjnej występowały m.in. następujące piony:
- Departament Zbierania Danych – zdobywanie informacji wywiadowczych
- Wydział Polityczny – organizowanie wywiadu agenturalnego, podlegała mu także tzw. Jednostka 131 zajmująca się prowadzeniem tzw. tajnych, długofalowych operacji w państwach arabskich, przygotowywanie żołnierzy wywiadu nielegalnego.
- Departament ds. Wrogiej Działalności Terrorystycznej (Mador Faha) – infiltracja środowisk palestyńskich
- Wydział Libański
- Departament Bezpieczeństwa Polowego – kontrwywiadowcze zabezpieczenie Armii Obrony Izraela, osób i obiektów wojskowych, oraz ochrona informacji niejawnych związanych z obroną państwa
- Wydział Cenzury Wojskowej – kontrola informacji w środkach masowego przekazu
- Departament Informacyjno-Analityczny – gromadzenie danych wywiadowczych i opracowywanie informacji zbiorczych
- Jednostka Bezpieczeństwa Łączności Polowej – nasłuch radiowy, dekryptaż
- Departament Badań i Rozwoju (Machleket Meszar)
- Wydział Kontaktów Międzynarodowych utw. 1955 (Hamadar Habeinleumi) – m.in. koordynacja działań attachés wojskowych
- Departament Naukowo-Techniczny – produkcja środków techniki operacyjnej, oraz szyfry własne
- Sekcja Techniczna utw. 1955 (Hamadar Hatemi) – badania nad bronią radziecką
- Jednostka Rozpoznawcza Sztabu Generalnego utw. 1957 (Sajjeret Matkal) – siły specjalne Sztabu Generalnego Armii Obrony Izraela, podporządkowana Aman.

W późniejszych latach organizacja przedstawiała się następująco:
- Departament I (Machlekat Hahaka) – produkcja
- Departament II (Haman) – korpus wywiadowczy
- Departament III – stosunki zagraniczne, bezpieczeństwo polowe
- Departament IV – cenzura wojskowa
- Oddział Regionalny
  - Biuro Zachodnie ds. Egiptu, Sudanu i Libii
  - Wschodnie ds. Iraku, Syrii, Libanu
  - Południowe ds. Jordanii, Półwyspu Arabskiego
- Oddział Funkcjonalny – sprawy ekonomiczne na Bliskim Wschodzie
- Oddział Akt

## Doświadczonakadra
Wielu oficerów Amanu wywodziło się z OSS i SIS oraz służyło w SOE, operując na tyłach wroga w Afryce Północnej i innych rejonach objętych okupacją państw Osi.

## Niepomyślne początki (skandale i afery)
Początki Amanu nie były zbyt pomyślne. Trzech z czterech pierwszych szefów zostało zdymisjonowanych za skandale:
- Pierwszy szef Amanu, Isser Be’eri, zdymisjonowany został w 1949 r. po tym, jak doprowadził do skazania na śmierć Meira Toubianskiego, oficera oskarżonego o szpiegostwo na rzecz Wielkiej Brytanii.
- W 1955 r. ze stanowiska szefa Amanu musiał zrezygnować płk Binjamin Gibli(inne języki) – powodem jego dymisji była nieudana akcja sabotażowa w Egipcie.
- Jego następca, generał Jehoszafat Harkabi, został zdymisjonowany w 1959 r. za złą mobilizację rezerwy, co rzutowało na bezpieczeństwo państwa.

## Dyrektorzy Amanu
- Isser Be’eri (1948–1949)
- płk Chaim Herzog (1949–1950)
- płk Binjamin Gibli(inne języki) (1950–1955)

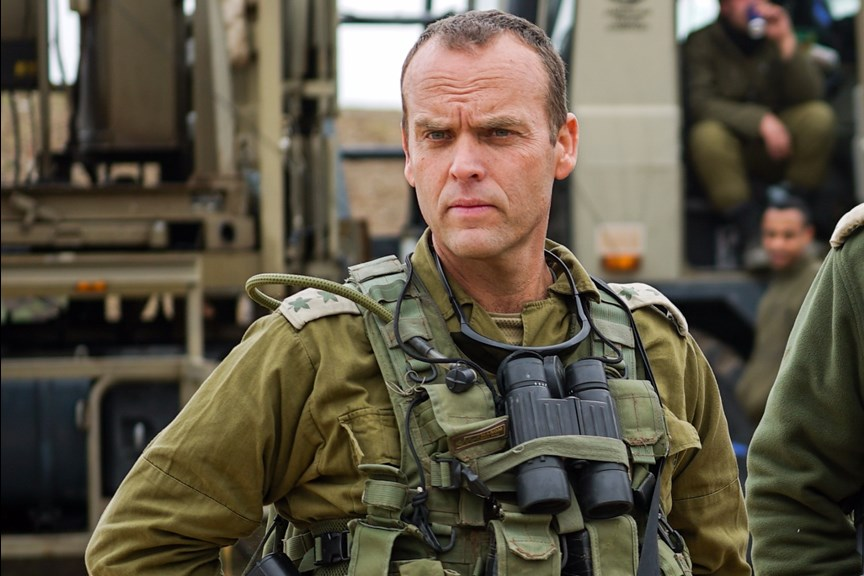
Generał Szlomi Binder, dyrektor Amanu od 2024 r.

- gen. mjr Jehoszafat Harkabi (1955–1959)
- gen. mjr Chaim Herzog (1959–1962)
- gen. mjr Me’ir Amit (1962–1963)
- gen. mjr Aharon Jariw (1964–1972)
- gen. mjr Eli Zeira(inne języki) (1972–1974)
- gen. mjr Szelomo Gazit(inne języki) (1974–1978)
- gen. mjr Jehoszua Sagi(inne języki) (1979–1983)
- gen. mjr Ehud Barak (1983–1985)
- gen. mjr Amnon Lipkin-Szachak (1986–1991)
- gen. mjr Uri Sagi (1991–1995)
- gen. mjr Mosze Ja’alon (1995–1998)
- gen. mjr Amos Malka(inne języki) (1998–2002)
- gen. mjr Aharon Ze’ewi-Farkasz(inne języki) (2002–2005)
- gen. mjr Amos Jadlin(inne języki) (2005–2010)
- gen. mjr Awiw Kochawi (2010–2014)
- gen. mjr Herci Halewi (2014–2018)
- gen. mjr Tamir Haiman(inne języki) (2018–2021)
- gen. mjr Aharon Haliwa(inne języki) (2021–2024)[2]
- gen. mjr Aharon Haliwa(inne języki) (2021–2024)
- gen. mjr Szlomi Binder(inne języki) (od 2024)[3]